# 敌菌丹
敌菌丹（英語：Captafol）,学名：N-1,1,2,2-四氯乙硫基四氢苯二甲酰亚胺，是一种广谱灭真菌剂，属三氯甲硫基类杀菌剂。除了白粉病，几乎可适用于所有植物真菌感染疾病。它被认为是一种致癌物，美国于1987年停止将其用作杀菌剂生产，但允许继续使用现有库存。直到1999年美国环境保护署禁止在洋葱、土豆和西红柿以外的所有作物上使用敌菌丹。2006年，甚至这些例外作物也被禁止，此后美国禁止在所有作物上使用敌菌丹。自2000年以来，其他几个国家也纷纷效仿，截至 2010年，还没有任何国家允许在粮食作物上使用敌菌丹。美国国立职业安全与健康研究所将敌菌丹皮肤推荐接触限值设定为 0.1 mg/m3。
1965年美国公开了敌菌丹的专利。并在另一项专利中描述为与噻苯达唑复配使用.。
敌菌丹的国际贸易受《鹿特丹公约》的管制。

## 延伸阅读
- 敌菌丹 in the Pesticide Properties DataBase (PPDB)